# 博贝克
博贝克是德国图林根州的一个市镇。总面积7.11平方公里，总人口294人，其中男性154人，女性140人（2011年12月31日），人口密度41人/平方公里。